# افروختن یک آتش
افروختن یک آتش (انگلیسی: Building a Fire) یک فیلم صامت کوتاه کمدی است که در سال ۱۹۱۴ منتشر شد. از بازیگران این فیلم می‌توان به جرالد تی. هِـوِنِـر، جولیا کَلهون، اولیور هاردی و می هاتلی اشاره کرد.